# Сова (поема)
«Сова» — соціально-побутова поема Тараса Шевченка, написана в так званий період «трьох літ» 6 травня 1844 року. У поемі змальовано трагічну долю матері-вдови, у якої забрали в солдати єдиного сина.

## Історія
Поема датується за автографом: 6 травня 1844 року, Санкт-Петербург. У першій половині червня 1844 року, в листі, текст якого, за винятком дрібних фрагментів, не зберігся, Шевченко сповістив про написання поеми «Сова» В. М. Рєпніну. Відповідаючи на цей лист, В. М. Рєпніна 19 червня 1844 року писала Шевченкові: «Я непременно примусь за малороссийский язык; я хочу наслаждаться всеми Вашими цветами; я представляю себе, как будет грудь болеть от чтения „Совы“. Вы избрали один из тех случаев, из [которого] поэт, и такой как Вы, может извлечь [чувство] глубокое, раздирающее...». У листі до поета від 20 грудня 1844 року В. М. Рєпніна висловлювала бажання бачити твір надрукованим. «Обрадуйте его (А. І. Лизогуба), — писала вона, — и всех любителей малороссийского языка Вашей „Совой“». У квітні—червні 1846 року, перебуваючи в Києві, Шевченко переписав поему з не відомого нам автографа до рукописної збірки «Три літа» (під час переписування поправив 52, 102, 127, 132 — 137, 148, 203, 246-й рядки). На початку 1847 року, найімовірніше, в лютому—березні, під час перебування в селі Седневі у А. І. Лизогуба, готуючи нове видання «Кобзаря», Шевченко зробив ще дві правки олівцем — у рядках 142 та 220. Очевидно, Шевченко мав намір надрукувати поему в «другому „Кобзарі“», видання якого поет готував на початку 1847 року. Воно мало вийти в Києві, але не було здійснене через арешт Шевченка 5 квітня 1847 року. Згадані виправлення олівцем пов'язані з підготовкою цієї нездійсненої публікації.

## Складова
«Сову» написано під враженням подорожі Шевченка у 1843 році в Україну. В творі виявилися нові ідейно-художні тенденції, характерні для всієї творчості поета періоду «трьох літ». Своєю поетикою (передусім тропікою — порівняннями, епітетами, метафорами, символами та народнопоетичними формулами) поема близька до народних пісень. До багатьох рядків і образів поеми можна вказати народнопісенні відповідники та паралелі.

## Сюжет
У матері народжується хлопчик, якого вона дуже любить, і заради якого готова зробити все, що завгодно. Вона леліє свою дитину і молиться за нього святим та Матері Божій, щоб ті дали йому «талан-долю». Питає у зозулі про те скільки буде жити на світі заради сина і впевнена, що та накувала їй жити сто років. Вона вже мріє про майбутню щасливу синову долю:
| Ліві лапки | ...Найду тобі рівню, Хоч за морем синім, Або крамарівну, Або сотниківну, Таки панну, сину! У червоних черевиках, В зеленім жупані По світлиці походжає, Як пава, як пані, Та з тобою розмовляє. В хаті, як у Раї!! А я сиджу на покуті. Тілько споглядаю... | Праві лапки |

Тим часом помирає батько дитини і мати змушена стати наймичкою й працювати «і день і ніч» щоб прогодувати себе і сина, і навіть жупанок купила йому, щоб той зміг ходити до школи, як інші діти. Син згодом виростає «і письменний і вродливий», все, як мріяла мати. Але трапилось лихо — молодих хлопців забирали в рекрути, серед них забрали і її сина. Шевченко з гіркою іронією пише:
| Ліві лапки | ...Ой привезли до прийому Чуприни голити. Усе дрібні, усе малі, Все багатих діти. Той каліка-недоріка, Той не вміє стати. Той горбатий, той багатий, Тих чотири в хаті. Усі невлад, усіх назад В усіх доля мати. А у вдови один син, Та й той якраз під аршин... | Праві лапки |

Мати знову йде в найми, «жидам носить воду. Бо хре́щені не приймають: «Стара, — кажуть, — стала, нездужає…». Проходить десять років, а про її сина так і немає звістки, мати йде жебракувати і так проходять ще роки, але син так і не повертається.
Далі Шевченко описує, як повернення козака чекає молода дівчина і як його повернення чекає мати: «поплакала чорнобрива та й стала співати», «поплакала стара мати та й стала ридати».
Стара мати молить Бога про повернення сина додому і питає у людей чи не чули ті що-небудь про її сина, але «ніхто не чув, ніхто і не бачив». Згодом нещасна божеволіє від горя, вона вважає цеглину своїм маленьким дитям. З тих пір вона «вдень лазила по смітникам» і збирала черепки, «а уночі розхристана і простоволоса селом ходить» то плаче, то співає. Люди сваряться на неї «бо бачте, спать їм не давала та кропиву під їх тином та бур'ян топтала». Удень за нею бігають діти з палицями і сміючись дражнять «Совою».

## Образ удови у творі
Образ удови в поемі «Сова» — це образ людини глибокого почуття, усе життя якої — подвиг. Глибину трагізму жінки-матері і духовну велич її натури розкрив Шевченко у поемі «Наймичка». Змальовуючи позитивних героїв з народу, він не просто протиставляв свій ідеал антилюдяному світу «темного царства», а й розкривав трагедію цього ідеалу, несумісність з тодішніми умовами життя. У Шевченка образ сови стає символом народного бідування, горя, одну з таких картин і зображено в поемі «Сова», центральний образ котрої – знедолена вдова, єдиного сина якої віддали в рекрути. Злидні, безправ’я, безнадійність побачити сина стали причиною божевілля вдови.. Поет співчуває нещасній матері, яка втратила єдину кохану дитину, на яку вона покладала такі надії та сподівання і яку тепер ніхто із людей навіть не пожаліє. Він хотів щоб мати б вміла з «німецького поля» закликати своїм дітям «і долю і волю». Але поет розуміє, що «зле безталання» є там де є люди.

## Видання
Вперше поему надруковано за копією з автографа збірки «Три літа» в журналі «Нова громада» 1906 року. Потім поему було передруковано в журналах «Літературно-науковий вістник» (1906); «Світ» (1906); «Киевская старина» (1906). До збірки творів поему уперше включено у виданні: «Шевченко Т. Кобзарь» (1907).